# Information scientifique
L'information scientifique consiste à diffuser sous forme didactique l'actualité et les avancées scientifiques récentes.
Elle s'exprime dans les colonnes de journaux connus du grand public : La Recherche, Pour la Science, Sciences et Avenir, Science et Vie, Science & Vie Junior, Ciel et Espace, Science et pseudo-sciences, etc.